# Южнокалифорнийски университет
Южнокалифорнийският университет (на английски: University of Southern California или USC) е американски частен университет, намиращ се в южната част на Лос Анджелис, Калифорния. Основан е през 1880 г., което го прави най-старото частно учебно заведение в щата.

## Галерия
- „Джордж Финли Бовар Аудиториъм“
- „Мъд Хол“
- Библиотека „Доъни“
- Библиотека „Стуупс“
- „Зумбърг Хол ъв Сайънс“
- Училище по кинематография
- Медицински център на USC
- Театър „Бинг“

## Известни възпитаници
- Джон Уейн (1907 – 1979), актьор
- Франк Гери (р. 1929), архитект
- Нийл Армстронг (1930 – 2012), астронавт на НАСА, първият човек стъпил на Луната.
- Джордж Лукас (р. 1944), режисьор
- Мохамад Морси (р. 1951), президент на Египет
- Уил Феръл (р. 1967), актьор